# Ийра
И́йра (эст. Iira), ранее И́ра (эст. Ira) — деревня в волости Рапла уезда Рапламаа, Эстония.

## География и описание
Расположена в 2,5 км к западу от волостного и уездного центра — города Рапла. Высота над уровнем моря — 66 метров. 
Климат умеренный. Официальный язык — эстонский. Почтовый индекс — 79517.

## Население
По данным переписи населения 2021 года, в Ийра насчитывалось 112 жителей, из них 110 (99,1 %) — эстонцы.
По данным переписи населения 2011 года, в деревне проживали 126 человек, из них 122 (96,8 %) — эстонцы.
Численность населения деревни Ийра по данным переписей населения:
| Год  | 1959 | 1970  | 2000  | 2011  | 2021  |
| ---- | ---- | ----- | ----- | ----- | ----- |
| Чел. | 23   | ↗ 113 | ↗ 140 | ↘ 126 | ↘ 112 |

## История
Впервые упоминается в Датской поземельной книге 1241 года (Hiræ). В источниках 1484 года упоминается Hyr, 1726 года — Hira.
На военно-топографических картах Российской империи (1846–1863 годы), в состав которой входила Эстляндская губерния, деревня обозначена как Ира, она носила это название до 1977 года, затем стала частью посёлка Куузику. В 1997 году официально восстановлена как деревня под названием Ийра. 
На территории деревни расположено Раплаское лётное поле, представляющее из себя две размеченные взлётно-посадочные полосы с травяным покрытием размером 1600х60 м (направление 15—33) и 1100х30 м (направление 15—33). Здесь действует крупный эстонский центр развлекательной авиации, где расположено несколько различных аэроклубов, в том числе три клуба парашютного спорта, два клуба парапланеризма, планёрно-моторный клуб. Лётное поле также используется пилотами-моделистами, воздухоплавателями и гостевыми самолётами и вертолётами.

Памятный камень на братской могиле советских воинов в Ийра в 2004 году

В 1965 году на расположенной на территории деревни братской могиле советских воинов, павших во Второй мировой войне (согласно советским документам, здесь похоронен 61 человек, известны только два имени, исторический памятник с 1995 до 2023 года), был установлен памятный камень с надписью на эстонском языке «Честь и слава героям, павшим в 1941 году в Великой Отечественной войне». В протоколе от 30 ноября 2022 года рабочая группа по советским памятникам при Госканцелярии Эстонии (РГСП) признала памятник «красным монументом», надпись на котором необходимо сменить на нейтральную. К апрелю 2023 года на камне была новая надпись: «Жертвы Второй мировой войны» (см. Список советских военных памятников Эстонии).

## Происхождение топонима
Финский языковед Л. Кеттунен связывает происхождение топонима Ийра с эстонским словом hirv — «олень» или, что менее вероятно, с эстонским словом ′hiir : hiire′ — «мышь». Согласно предположению эстонского языковеда Карла Паюсалу, топоним можно также связать с финским личным именем Iiro.

## Комментарии
1. ↑  Эстонские топонимы, оканчивающиеся на -а, не склоняются и не имеют женского рода (исключение — Нарва)[6].